# Alex Rodrigo Dias da Costa
Alex Rodrigo Dias da Costa (sinh ngày 17 tháng 6 năm 1982) hay được biết với tên Alex, là một cựu trung vệ người Brasil. Anh nổi tiếng khi còn khoác áo CLB Chelsea và vô địch Champions League năm 2012. Anh giải nghệ ở tuổi 34 vào ngày 22 tháng 12 năm 2016, sau khi dính ca chấn thương nghiêm trọng, phải mất 9 tháng để phẫu thuật.

## Sự nghiệp

### Các câu lạc bộ
Alex khởi nghiệp từ Santos FC tại Brasil rồi sau đó chuyển sang thi đấu cho PSV Eindhoven và giúp CLB giành 3 chức vô địch Giải bóng đá vô địch quốc gia Hà Lan liên tiếp. Nhưng thật ra Chelsea đã mua Alex từ năm 2004 nhưng buộc phải cho PSV Eindhoven mượn vì lúc đó cầu thủ này chưa chơi đủ số trận cho Brasil để được khoác áo Chelsea. Phải đến tận ngày 2 tháng 8 năm 2007 Alex mới chính thức có mặt trong đội hình của Chelsea.
Alex có trận ra mắt với Chelsea tại Luân Đôn vào ngày 19 tháng 8 năm 2007 khi được đưa vào thay cho Florent Malouda ở phút thứ 85 trong trận hoà 1-1 trước Liverpool.
Hậu vệ quốc tế 26 tuổi đã ký vào bản hợp đồng có thời hạn 3 năm và trở thành một sự bổ sung quan trọng vào hàng phòng ngự chắp vá vì chấn thương cuối mùa giải trước.
Trong cả mùa giải Alex đã 39 lần xuất hiện trong màu áo của Chelsea, nhiều hơn cả John Terry (2 lần) và Ricardo Carvalho (1 lần) cho thấy tầm quan trọng của anh.
Bàn thắng đầu tiên của Alex đến trong trận đấu với Middlesbrough F.C., cú sút phạt rất đặc trưng từ khoảng cách 32 m đã trở thành một trong những bàn thắng đẹp nhất mùa giải.
Một bàn thắng nữa trong trận đối đầu với Aston Villa F.C. hoàn toàn khác với pha lập công trước, một pha phối hợp nhanh với Andriy Shevchenko và Alex kết thúc rất tự tin. Bàn thắng đó cũng được rất nhiều lời khen ngợi trong buổi trao thưởng cuối mùa giải.
Gia nhập cùng Juliano Belletti, và với sự xuất hiện của Scolari, Alex là một phần lịch sử của những người Brasil tại Stamford Bridge.
Trước khi tới PSV, Alex chơi bóng tại Brasil trong màu áo câu lạc bộ Sao Paulo, câu lạc bộ đã được toàn thế giới biết đến vì là nơi khởi nghiệp của vua bóng đá Pelé.
Sau khi chuyển tới châu Âu, cầu thủ trẻ Alex đã dành 3 chiếc cúp vô địch quốc gia Hà Lan trong đó có một cú đúp mùa bóng 2004/2005. Tại đấu trường Champion League 2006/2007 anh trở thành người hùng với một pha đánh đầu ghi bàn thắng loại Arsenal F.C. khỏi vòng 1/16.

### Đội tuyển quốc gia
Bắt đầu được gọi vào đội tuyển Brasil năm 2003, Alex có mặt trong đội hình giành chiến thắng 3-0 trước đối thủ Argentina trong trận chung kết Coppa America. Anh tiếp tục là sự lựa chọn đáng tin cậy trong màu áo vàng xanh hiện tại và tương lai.

## Danh hiệu

### Santos
- Campeonato Brasileiro Série A: 2002

### PSV
- Eredivisie: 2004-05, 2005-06, 2006-07, 2007-08
- KNVB Cup: 2004-05

### Chelsea
- Premier League: 2009-10
- FA Cup: 2009

### Brazil
- Copa América: 2007

## Thống kê sự nghiệp

### Câu lạc bộ
Tính đến 14 tháng 5 năm 2016
| Câu lạc bộ          | Mùa giải            | Giải vô địch quốc gia | Giải vô địch quốc gia | Giải vô địch quốc gia | Cúp quốc gia | Cúp quốc gia | Cúp liên đoàn | Cúp liên đoàn | Châu Âu | Châu Âu | Khác | Khác | Tổng cộng | Tổng cộng |
| Câu lạc bộ          | Mùa giải            | Hạng                  | Trận                  | Bàn                   | Trận         | Bàn          | Trận          | Bàn           | Trận    | Bàn     | Trận | Bàn  | Trận      | Bàn       |
| ------------------- | ------------------- | --------------------- | --------------------- | --------------------- | ------------ | ------------ | ------------- | ------------- | ------- | ------- | ---- | ---- | --------- | --------- |
| Santos              | 2002                | Brasileiro            | 25                    | 3                     |              |              |               |               |         |         |      |      | 25        | 3         |
| Santos              | 2003                | Brasileiro            | 40                    | 10                    |              |              |               |               |         |         |      |      | 40        | 10        |
| Santos              | 2004                | Brasileiro            | 13                    | 1                     |              |              |               |               |         |         |      |      | 13        | 1         |
| Santos              | Tổng cộng           | Tổng cộng             | 78                    | 14                    |              |              |               |               |         |         |      |      | 78        | 14        |
| PSV (mượn)          | 2004–05             | Eredivisie            | 27                    | 3                     |              |              | —             | —             | 13      | 2       |      |      | 40        | 5         |
| PSV (mượn)          | 2005–06             | Eredivisie            | 28                    | 2                     |              |              | —             | —             | 7       | 0       |      |      | 35        | 2         |
| PSV (mượn)          | 2006–07             | Eredivisie            | 29                    | 6                     |              |              | —             | —             | 8       | 2       |      |      | 37        | 8         |
| PSV (mượn)          | Tổng cộng           | Tổng cộng             | 84                    | 11                    |              |              | —             | —             | 28      | 4       |      |      | 112       | 15        |
| Chelsea             | 2007–08             | Premier League        | 28                    | 2                     | 2            | 0            | 3             | 0             | 6       | 1       | —    | —    | 39        | 3         |
| Chelsea             | 2008–09             | Premier League        | 24                    | 2                     | 6            | 1            | 2             | 0             | 9       | 1       | —    | —    | 41        | 4         |
| Chelsea             | 2009–10             | Premier League        | 16                    | 1                     | 6            | 0            | 1             | 0             | 2       | 1       | 0    | 0    | 25        | 1         |
| Chelsea             | 2010–11             | Premier League        | 15                    | 2                     | 0            | 0            | 1             | 0             | 4       | 0       | —    | —    | 20        | 2         |
| Chelsea             | 2011–12             | Premier League        | 3                     | 0                     | 0            | 0            | 3             | 0             | 3       | 0       | —    | —    | 9         | 0         |
| Chelsea             | Tổng cộng           | Tổng cộng             | 86                    | 7                     | 14           | 1            | 10            | 0             | 24      | 3       | 0    | 0    | 134       | 11        |
| PSG                 | 2011–12             | Ligue 1               | 15                    | 2                     | 1            | 0            | 0             | 0             | —       | —       | —    | —    | 16        | 2         |
| PSG                 | 2012–13             | Ligue 1               | 24                    | 2                     | 1            | 0            | 0             | 0             | 9       | 2       | —    | —    | 34        | 3         |
| PSG                 | 2013–14             | Ligue 1               | 31                    | 2                     | 1            | 0            | 2             | 0             | 7       | 0       | 1    | 1    | 42        | 3         |
| PSG                 | Tổng cộng           | Tổng cộng             | 70                    | 6                     | 3            | 0            | 2             | 0             | 16      | 2       | 1    | 1    | 92        | 9         |
| AC Milan            | 2014–15             | Serie A               | 18                    | 1                     | 2            | 0            | —             | —             | —       | —       | —    | —    | 20        | 1         |
| AC Milan            | 2015–16             | Serie A               | 24                    | 3                     | 0            | 0            | —             | —             | —       | —       | —    | —    | 24        | 3         |
| Tổng cộng sự nghiệp | Tổng cộng sự nghiệp | Tổng cộng sự nghiệp   | 360                   | 42                    | 19           | 1            | 12            | 0             | 68      | 9       | 2    | 1    | 461       | 53        |

### Đội tuyển quốc gia
| \| Đội tuyển quốc gia \| Câu lạc bộ \| Năm \| Trận \| Bàn \| \| ------------------ \| ------------------- \| --------- \| ---- \| --- \| \| Brasil \| Santos \| 2003 \| 5 \| 0 \| \| Brasil \| Santos \| 2004 \| 0 \| 0 \| \| Brasil \| PSV Eindhoven \| 2004–2005 \| 0 \| 0 \| \| Brasil \| PSV Eindhoven \| 2005–2006 \| 0 \| 0 \| \| Brasil \| PSV Eindhoven \| 2006–2007 \| 9 \| 0 \| \| Brasil \| Chelsea \| 2007–2008 \| 3 \| 0 \| \| Brasil \| Chelsea \| 2008–2011 \| 0 \| 0 \| \| Brasil \| Paris Saint-Germain \| 2012 \| 0 \| 0 \| \| Tổng cộng \| Tổng cộng \| Tổng cộng \| 17 \| 0 \| 1. - Website của CLB Chelsea |                     |           |      |     |
| Đội tuyển quốc gia | Câu lạc bộ          | Năm       | Trận | Bàn |
| Brasil | Santos              | 2003      | 5    | 0   |
| Brasil | Santos              | 2004      | 0    | 0   |
| Brasil | PSV Eindhoven       | 2004–2005 | 0    | 0   |
| Brasil | PSV Eindhoven       | 2005–2006 | 0    | 0   |
| Brasil | PSV Eindhoven       | 2006–2007 | 9    | 0   |
| Brasil | Chelsea             | 2007–2008 | 3    | 0   |
| Brasil | Chelsea             | 2008–2011 | 0    | 0   |
| Brasil | Paris Saint-Germain | 2012      | 0    | 0   |
| Tổng cộng | Tổng cộng           | Tổng cộng | 17   | 0   |